# 최경희 (의사)
최경희(1971년 5월 21일 ~ )는 대한민국의 의사이며, 주앤클리닉의 원장이자 가정의학과 전문의이다.

## 방송 출연
- SBS 《모닝와이드》 - 인터뷰 출연
- SBS 《살맛나는 오늘》 - 인터뷰 출연
- SBS 《SBS 생활경제》 - 인터뷰 출연
- SBS 《좋은 아침》 - 자문의 패널
- KBS2 《생방송 굿모닝 대한민국》 - 인터뷰 출연
- KBS2 《굿모닝 대한민국 라이브》 - 자문의 패널
- KBS2 《굿모닝 대한민국》 - 자문의 패널
- MBC 《생방송 오늘아침》 - 인터뷰 출연
- MBC 《생방송 오늘저녁》 - 인터뷰 출연
- MBC 《최강백세》 - 인터뷰 출연
- MBC 《기분 좋은 날》 - 자문의 패널
- JTBC 《다큐플러스》 - 인터뷰 출연
- JTBC 《맛있는 이야기 미라클 푸드》 - 자문의 패널
- JTBC 《중독자들 어벤져스》 - 자문의 패널
- JTBC 《똥강아지네》 - 자문의 패널
- JTBC 《인생토크쇼 터닝포인트》 - 자문의 패널
- JTBC 《체인지》 - 자문의 패널
- JTBC 《닥터홈즈》 - 자문의 패널
- JTBC 《살림의 신》 - 자문의 패널
- TV조선 《인생의 연장전》 - 인터뷰 출연
- TV조선 《메디컬다큐 명의보감》 - 인터뷰 출연
- TV조선 《건강다큐-100세 인생 안녕하십니까?》 - 인터뷰 출연
- TV조선 《백세시대 프로젝트 위대한 유산》 - 인터뷰 출연
- TV조선 《굿모닝 정보세상》 - 자문의 패널
- TV조선 《어떻게 살 것인가?》 - 자문의 패널
- TV조선 《팡팡터지는 정보쇼 알맹이》 - 자문의 패널
- TV조선 《속설검증 고민잇쇼》 - 자문의 패널
- TV조선 《내 사랑 투유》 - 자문의 패널
- TV조선 《스위치》 - 자문의 패널
- TV조선 《내 몸 사용설명서》 - 자문의 패널
- TV조선 《내 몸 플러스》 - 자문의 패널
- MBN 《천기누설》 - 인터뷰 출연
- MBN 《엄지의 제왕》 - 자문의 패널
- MBN 《한 번 더 체크타임》 - 자문의 패널
- 채널A 《28청춘》 - 자문의 패널
- 채널A 《나는 몸신이다》 - 자문의 패널
- 채널A 《닥터 지바고》 - 자문의 패널
- 채널A 《황금나침반》 - 자문의 패널
- 채널A 《100세 프로젝트》 - 자문의 패널
- 채널A 《지구인 더 하우스》 - 자문의 패널
- SBS Plus 《비상한 가족》 - 자문의 패널
- tvN 《70억의 선택》 - 자문의 패널
- tvN STORY 《슈퍼푸드의 힘》 - 인터뷰 출연
- 스토리온 《Let 美人》 - 자문의 패널